# Esiko van Ballenstedt

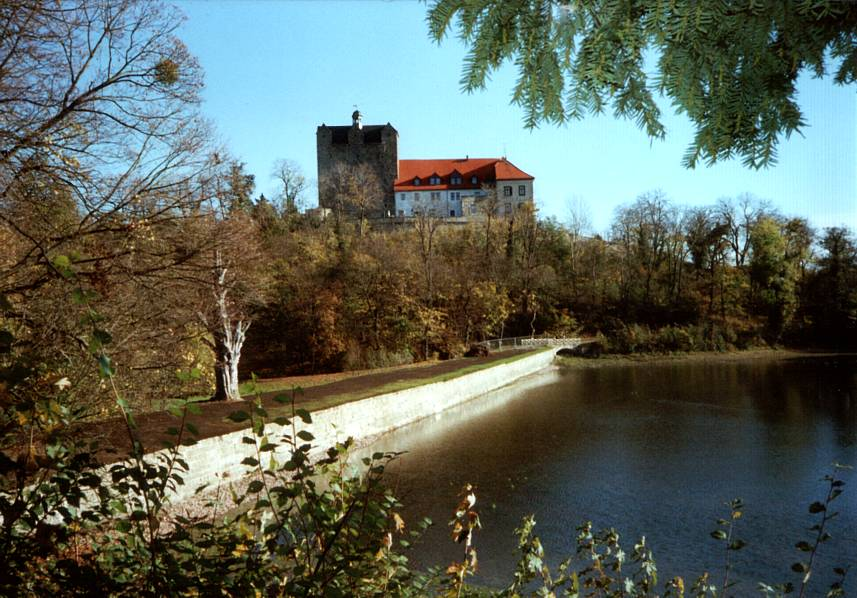
Kasteel Ballenstedt (2005)

Esiko van Ballenstedt (ca. 995 - ca. 1060) is de eerste uit eigentijdse bronnen bekende vertegenwoordiger van het geslacht der Ascaniërs.
Rond 1027 trouwde Esiko met Mathilde van Zwaben. Dit was heel belangrijk want zij was schoonzuster van keizer Koenraad II, en ze was ook weduwe van Koenraad I van Karinthië en Frederik II van Lotharingen.
Behalve van de Zwabengouw, was Esiko graaf van de Hardagouw (Harzgouw), de Noordthüringgouw en de Surimontgouw. Daarmee was hij de leidende edelman tussen de Harz en de Elbe. Ook was hij voogd van het klooster van Hagenrode, bij Alexisbad. Esiko stichtte een kapittelkerk in Ballenstedt, keizer Hendrik III was bij de wijding in 1046 aanwezig.

## Familie
De ouders van Esiko zijn niet met zekerheid bekend. Zijn vader zou een Saksische graaf zijn maar zijn naam "Adalbert van Ballenstedt" is niet meer dan een constructie (omdat Esiko's zoon Adalbert heette). Overigens noemde Esiko zichzelf niet graaf van Ballenstedt, pas Esiko's kleinzoon Otto zou die titel gebruiken. Esiko was graaf van de Zwabengouw (zuidelijk van Maagdenburg) waar Ballenstedt inderdaad in ligt. Op grond van erfenissen kan worden aangenomen dat Esiko's moeder een dochter was van Odo (ca. 930 - 13 maart 993) die vermoedelijk een broer was van Thietmar I van Meißen en aartsbisschop Gero van Keulen. Die aanname is er op gebaseerd dat Odo in 979 Thietmar opvolgde als markgraaf van de Saksische Oostmark en, net als Thietmar, in het door de Thietmar en Gero (en Odo?) gestichte klooster van Nienburg (Saale) werd begraven. 
Odo was markgraaf van de Noordmark vanaf 965 en was graaf van de Noordthüringgouw, de Surimontgouwde, de Nizizigouw en Trebnitz (Burgenlandkreis) (gebieden ten zuiden van Maagdenburg). Hij was vooral bezig met het intomen van de ambities van de Poolse hertogen en de inning van de schatting die ze moesten betalen aan de Duitse koning. In 972 werd hij echter op expeditie tegen Mieszko I bij Cedynia (stad) in een hinderlaag gelokt en met grote verliezen verslagen. Tijdens de Slavische opstand kon Odo niet meer dan doen de schade zoveel mogelijk te beperken.

## Kinderen
Uit het huwelijk van Esiko en Mathilde zijn de volgende kinderen bekend:
- Adelheid van Ballenstedt (ca. 1028-), trouwde na 1055 met Thimo von Schraplau, heer van Schraplau  (in de Saalekreis in Saksen-Anhalt), nauw verwant aan de graven van Mansfeld uit het geslacht van de heren van Querfurt.
- Adalbert II van Ballenstedt